# Vitorino (cantante mexicano)
Víctor César Morales Macías (Ciudad de México, 25 de febrero de 1947-Ibidem, 20 de agosto de 1995), conocido por su nombre artístico como Vitorino, fue un cantante de rock and roll y actor mexicano. Se le conocía bajo el alias de 150 kilos de rock, debido a la gran obesidad que padecía.

## Disografía

### Álbumes de Estudio
- 1984: "Vitorino" (Melody Internacional)
- 1987: "Vitaminas sólo para rockers" (RCA Victor)